# Lac Houël
Der Lac Houël ist ein See im Norden der kanadischen Provinz Québec.

## Lage
Der Lac Houël befindet sich 150 km südöstlich der an der Ungava Bay gelegenen Siedlung Kuujjuaq im Norden der Labrador-Halbinsel. 20 km nördlich liegt der Lac La Moinerie. Der See liegt im Bereich des Kanadischen Schildes auf einer Höhe von 306 m. Der Lac Houël hat eine Länge von 13 km. Seine Fläche beträgt 28 km². Der See wird in westlicher Richtung zum Rivière Marralik entwässert.

## Namensgebung
Der Lac Houël wurde nach Louis Houel, Sieur du Petit-Pré, benannt.